# 索蒂略德拉斯帕洛马斯
索蒂略德拉斯帕洛马斯，是西班牙卡斯蒂利亚-拉曼恰托莱多省的一个市镇。总面积19平方公里，总人口220人（2001年），人口密度12人/平方公里。